# 飯島愛
飯島 愛（いいじま あい、1972年〈昭和47年〉10月31日 - 2008年〈平成20年〉12月17日〈死亡推定日〉）は、日本のAV女優、タレント。本名：大久保 松恵（おおくぼ まつえ）。株式会社Thesis元代表取締役。東京都江東区出身。瀧野川女子学園高等学校中退。元ワタナベエンターテインメント所属。

## 経歴

### デビュー以前
東京都江東区の亀戸で生まれ育つ。教育熱心で躾に厳しい両親に育てられ、小学校の頃は成績が良くおとなしい子であった。中学に入学してからも成績は学年で常に10番以内を保っていたが、中学1年の頃に精神的な支えでもあった祖父が亡くなったことで精神のバランスを保てなくなり、それが原因で両親からのプレッシャーに耐え切れなくなって非行に走るようになった。
中学在学中から不良仲間と毎晩ディスコ等で夜遊びに耽るようになり、遊ぶ金の為に万引きや恐喝を繰り返す生活をしていた。高校には入学したものの全く通学せず、すぐに中退する。中学卒業前後には既に家出同然の状態であり、家出後の彼氏との短い同棲生活等を経て、六本木でホステスとして働いていたところをスカウトされ、1992年にAV女優となる。芸名は水商売時代に所属していた店のママが「みんなから愛される子になるように」という願いを込めて「愛」という源氏名を付けたことによる。
（以上は著書『プラトニック・セックス』の記述による）
1992年のAVデビュー時には当時の英知出版＝宇宙企画の王道路線である黒髪の美少女として売り出されたが、本人の素のイメージである茶髪、日焼け肌というギャル路線チェンジし売れ始める。

### 芸能界引退まで
AVデビュー後、『とんねるずのみなさんのおかげです』のスタッフととんねるずの木梨憲武が彼女のファンであったことから、同番組にハプニングゲストとして出演したことがテレビ番組初出演となった。1992年2月から深夜番組『ギルガメッシュないと』（テレビ東京系）にレギュラー出演し、スカートをめくりTバックを見せるのが話題となって「Tバックの女王」と呼ばれた。
1993年、「ナイショ DE アイ!アイ!」で歌手デビュー。オリコン87位。このCDには飯島が実際に着用したパンティを細かく裁断した生地が同梱された。
1994年頃、AV女優を引退。テレビ番組への出演等によってタレントとしての知名度を得たことで、引退後は完全にタレント業へと転身を果たした。
1999年東京都知事選挙では、雨宮処凛らとともに柿澤弘治を支援した。
2000年、半自伝的な小説『プラトニック・セックス』でリンチ被害、AV出演や性病感染、中絶手術、整形手術していたこと等をカミングアウトしベストセラーに。映画化やテレビドラマ化もされ、以来作家活動も行っていた。『週刊朝日』にコラム『飯島愛の錦糸町風印税生活』を執筆。また性感染症予防の啓蒙活動でも知られる。
『あんたにグラッツェ!・あんグラ☆NOW!』にゲストとして最も多く出演した人物である（あんたにグラッツェ!参照）。2000年の流行語大賞においてトップテン入選した「ワタシ（私）的には…」で、「この言葉の使い手として一番ふさわしい有名人」として授賞式に出席した。
2005年にブログを始める。同年、ネット配信番組に連動した株取引に関するブログも、短期間公開された。2006年11月11日、個人事務所の経理担当の人間から数千万円もの横領被害に遭ったことをブログで告白した。

### 芸能界引退
2007年3月3日、「飯島が3月末で芸能界を引退する」という報道が流れ、飯島の所属事務所もこの内容をFAX回答で認めた。飯島は同4日に生出演した『サンデージャポン』でこの件について「いつかは引退する」と発言するも時期については明言しなかった。しかし翌週（3月11日）の放送で飯島は3月末をもって引退することを自ら発表した。その後腎臓病（腎盂炎）であることも報道され、それによると「症状が予想以上に重く、仕事を続ける意欲を完全に失っているという。」と理由付けされている。
『サンデージャポン』最後の出演は2007年3月25日だったが、ちょうど番組放送直前の午前9時42分頃に能登半島地震が発生。TBSは地震の状況を報道したため、飯島最後の『サンデージャポン』の放送時間はわずか15分となってしまい、飯島本人が出演した場面は3分（予告編のみ）しかなかった。飯島はこのことをブログで「大変な事態です。人命と私の引退は比べるに値しない。今はそっと、被害が最小限に収まるように見守りましょう」と綴っている。なお、翌日のニッポン放送の生放送ラジオ番組『テリー伊藤のってけラジオ』において、飯島と『サンデージャポン』で共演しているテリー伊藤が「飯島愛ちゃんの分は収録しました」と話し、翌週の『サンデージャポン』で放送すると明言した。その後、テリー伊藤の言うとおり、4月1日の『サンデージャポン』のラスト10分で、事前に収録された「飯島愛 引退ファイナルカウントダウン」と題されたVTRが放送され、飯島は週刊誌で報じられている「藤田晋とITビジネスを行うという説」や「ニューヨークへ移住するという説」を否定し、「（今後は）医療関係の仕事に就きたいが、今から勉強しても間に合わない。でも、（医療と性質の似ている）カウンセリング関係の仕事をしたい」「歌や（お笑いの）ライブなど、板の上（舞台）に立つ仕事ができないと、芸能人としては限界がある。あと、病気で休んでいる時に、私の代わりになる若手はいっぱいいると思った」と語り、「精子バンクでシングルマザー説」については「試みようとしたことはある」と述べた。
そしてVTRの最後では、高橋ジョージが飯島のために「ロード」を熱唱し、飯島はみんなへの感謝のメッセージを贈った。
2007年3月31日、「目標や夢が見い出せず、芸能界で生き残っていくことは不可能」として所属事務所から正式に引退が発表された。

### 死去
飯島は引退後も「飯島愛」としてブログ「飯島愛のポルノ・ホスピタル」を続け、2008年（平成20年）12月5日の更新が生前最後となった。
2008年12月24日、東京都渋谷区桜丘町の渋谷インフォスタワーの自室で亡くなっているのが親戚の女性によって発見された。その後、警察などの捜査によって、発見時点で死後1週間ほど経過していたことが判明した。死亡推定日は発見日である12月24日から起算して12月17日前後であると考えられている。36歳没。遺体は行政解剖に付され、2009年（平成21年）2月4日、東京都監察医務院による病理検査の結果が警視庁渋谷警察署より発表され、死因は肺炎であったことが判明した。真冬ではあったが、室内の暖房が点けられたままであったため、遺体は傷んでいたという。
2009年2月6日、『中居正広の金曜日のスマたちへ』300回記念スペシャルにて追悼特集を放送。中居やベッキー、大竹しのぶら出演者が「お別れ会」という形で最後のメッセージを贈り、涙ながらに飯島の死を追悼した。
飯島愛の本葬（お別れの会）が、2009年3月1日、東京プリンスホテルにて執り行われ、親交のあった芸能人をはじめ約1500人が参列した。弔辞は島田紳助と盟友の中山秀征がそれぞれ読んだ。なおこの時の模様は、かつて中山が飯島と共に司会を務めた『ウチくる!?』内で生放送された。
飯島の没後もブログには連日ファンのコメントが書き込まれ続けており、故人を偲ぶ宝物のような存在になっていたが、2015年9月18日に放送された『中居正広の金曜日のスマたちへスペシャル』（TBS）で、ブログを管理している両親の意志によりブログを閉鎖することが発表され、存命であれば43歳の誕生日となる同年10月31日をもってブログは閉鎖された。最終日になっても書き込みは続いており、翌11月1日午前0時時点での最終的なコメント数は約7万2700件に達した。

## 人物・エピソード
AVデビューを果たして『ギルガメッシュないと』に出演し始めた頃は、当初新人という事もあり、若さを前面に押し出したアイドル的（いわゆるぶりっ子的）な仕草や口調のキャラクターとして振る舞っていたが、その中で徐々に等身大の本音の部分を垣間見せるような芸風を確立していった。AV女優を引退してタレントに転身した後はアイドル的な振る舞いをする事はなくなったが、ギャル的な口調で等身大の本音を語る芸風はその後も継続された。
タレント転身後の飯島側は元AV女優としてのイメージを払拭する戦略を取っていたらしく、タレントに転身してから2000年に著書『プラトニック・セックス』でカミングアウトするまでの間、飯島本人やテレビ番組での共演者はその経歴について触れることがなかった。
そのような方針にもかかわらず、一般にはAV女優としての経歴は公然の秘密になっており、AV女優のスカウトを行う際に、AV女優からキャリアをスタートして最終的にタレントや女優になれる道が開ける可能性がある、という釣り文句の引き合いとしてよく利用されていた。
また、AV女優出身ということでそのタレントが叩かれる事例などもあるが、タレントとしての飯島の人気が相当に大きかったことから「それ（AV出身）は関係ない」とイメージを払拭できる存在として認められることもあった。
タレント転身以降のテレビ番組への出演の際は、露出の多い服装でボディラインや脚線美を魅せる「お色気担当」として活躍すると同時に、クイズ番組等では珍解答を連発する、いわゆる「おバカタレント」としても活躍した。反面、芸能、政治、スポーツなどの各分野で本音や自身の主張を展開した。決して無知無学ではなく、相応の勉強をして教養を身に着けていた。
ゲスト出演から準レギュラーを経てレギュラーになる事が多かった。例としては『スパスパ人間学!』『決定!これが日本のベスト』『ロンドンハーツ』等がある。

## 出演番組

### テレビ
- 未来MODEL（テレビ東京系）
- スパスパ人間学!（TBSほか）
- スーパークイズスペシャル（日本テレビ系）
- クイズ世界はSHOW by ショーバイ!! 常連ゲスト解答者（日本テレビ系）
  - 新装開店!SHOW by ショーバイ!!
  - 新装開店!SHOW by ショーバイ2
- マジカル頭脳パワー!! 常連ゲスト解答者（日本テレビ系）
- スーパーJOCKEY 常連ゲスト扱い。（日本テレビ系）
- ウッチャンナンチャンの炎のチャレンジャーこれができたら100万円!!（テレビ朝日系）
- 紳助のサルでもわかるニュース レギュラー（読売テレビ）
- 嗚呼!バラ色の珍生!! パネラー（日本テレビ系）
- クイズ赤恥青恥 準レギュラー解答者（1995年 - 2002年）（テレビ東京系）
- ひらけ!GOMA王国 レギュラー（1995年 - 1996年）（関西テレビ）
- 愛する二人別れる二人 準レギュラー（1998年 - 1999年）（フジテレビほか）
- ろみひー レギュラー（1999年4月〜2003年3月）（中京テレビ制作日本テレビ系）
- あんたにグラッツェ!・あんグラ☆NOW! ゲスト（2001年4月 - 2004年3月（中京テレビ製作）
- 所さん&おすぎの偉大なるトホホ人物伝 準レギュラー（2004年 - 2005年）（テレビ東京系）
- 決定!これが日本のベスト 準レギュラー（初期 - 中期）（テレビ朝日系）
- タモリのSUPERボキャブラ天国 準レギュラー審査員（フジテレビ系、フジテレビ721にて再放送）
  - タモリの超ボキャブラ天国
  - 黄金ボキャブラ天国
  - 家族そろってボキャブラ天国
  - 続ボキャブラ天国
- タモリのネタでNIGHTフィーバー!（フジテレビ）
- タモリのギャップ丼（テレビ東京系）
- ウチくる!?（フジテレビほか）
- 中居正広の金曜日のスマたちへ（TBS系）
- サンデージャポン（TBS系：2006年11月12日・12月3日は出演せず）
- 金のA様×銀のA様（日本テレビ系）
- ロンドンハーツ（テレビ朝日系）
- プチマリッジ（フジテレビ）
- 徳光和夫の感動再会"逢いたい" レギュラー（TBS）
- 徳光&史朗の暴走おやじアナ（テレビ朝日系）
- エンターテイメント・マザーズ TV（BS-i）
- 爆笑問題&日本国民のセンセイ教えて下さい!（テレビ朝日）
- とんねるずのみなさんのおかげです（フジテレビ系）
- ギルガメッシュないと （テレビ東京ほか、1991年10月から1998年3月）
- 笑っていいとも!（フジテレビ系）
- まっ昼ま王!!（テレビ朝日、1994年10月7日 - 1995年1月6日）
- 清貧テレビ（朝日放送）
- ゴールデンタイム（フジテレビ）
- クイズ!歌うぞ音楽王（フジテレビ）

### テレビドラマ
- 裸の大将第73話「清とサクランボ娘 山形東根」（1995年5月7日、関西テレビ制作・フジテレビ系）
- 元祖!混浴露天風呂連続殺人17（1997年12月27日、ABC制作・テレビ朝日系）- 紺野みどり 役
- 金曜エンタテイメント（フジテレビ）
  - 女優 夏木みどりシリーズ6（1994年7月）- 清水ミハル 役
  - デパートガール探偵（2000年5月） - 水浦かなえ 役
- 七人のOLソムリエ（1998年9月25日、TBS系） - 美穂 役
- FLY 航空学園グラフィティ（2000年5月9日 - 7月18日、NHK総合）- 西条瑞穂 役
- だめんず・うぉ～か～（2002年3月1日 - 29日、日本テレビ系）- 主演 桜井茜 役
- ムコ殿2003（2003年5月15日、6月5日） - 第5話 第8話 本人 役
- 齊天大聖孫悟空（2002年、香港ドラマ） - 黑蜘蛛精 役

### 映画
- ぷるぷる 天使的休日（1993年） - 細川ふみえ等と共演。
- ノロイ（2005年）
- バブルへGO!! タイムマシンはドラム式（2007年）- 本人 役

### CM
- NTTパーソナル東海
- まんがの森

飯島の衣装と髪型は、テレビアニメ『美少女戦士セーラームーン』をオマージュしたものである。「まんがらりんたら　おもしろりん　いっぱいありらんたら　きてみろりん」という珍妙なCMソングが話題になった。
- 吉野家

### ラジオ
- 飯島愛のラブマゲドン（TBSラジオ）1994年10月 - 1995年3月
- 飯島愛の@llnightnippon Sunday.com（ニッポン放送）2001年10月 - 2003年3月、24:30 - 25:30

### インターネットテレビ
- 渋谷ではたらく社長の会食

### ゲーム
- マジカルポップン（1995年3月10日） - ポップン 役
- 10101〜“WILL”The Starship〜（1997年11月6日） - シンラ・アネーニャ 役

## 書籍

### 著書
- どうせバカだと思ってんでしょ!!（徳間書店、ISBN 978-4198500764、1994年4月）
- プラトニック・セックス（小学館、ISBN 4-09-379207-0、2000年10月）
- 生病検査薬≒性病検査薬（朝日新聞社、ISBN 4-02-257844-0、2003年6月）
- Ball Boy & Bad Girl（幻冬舎、ISBN 978-4344018372、2010年6月）

### 雑誌
- オレンジ通信 1992年07月号（表紙）

### 連載
- 日経エンタテインメント対談連載「お友達になりたい!」（日経BP社）
- POPTEEN連載「飯島愛のLOVE&SEX ER恋愛緊急救命室」

### 写真集
- 愛・MY・ME（1992年4月30日、英知出版）
- BODY HERT（1992年5月20日、大陸書房）
- SHINNING（1992年7月31日、スコラ）ISBN 4796200827
- BLUE（1992年9月1日、英知出版）
- I LOVE 愛（1992年11月）ISBN 4847023021
- アイ・キャッチング（1993年3月）ISBN 4906407056
- Sincerely 親愛なるあなたへ（1993年8月25日、学研）
- SHAKIN'（1993年12月）ISBN 4334900372
- 飯島愛 Platonic Ai（2001年5月25日、桜桃書房）ISBN 978-4756710888
- 飯島愛OTAKARA写真館 ありがとう永遠の女神（2009年4月20日、鹿砦社）ISBN 978-4846306861

その他写真集
- ぷるぷる 天使的休日 メーキング写真集（1994年2月15日、近代映画社）

### 漫画
- タイムトラベラー愛（1994～1995年、武林武士共著、学研プラス）
  - タイムトラベラー愛 (1) ISBN 978-4056006346、1994年6月
  - タイムトラベラー愛 (2 セクシー・パイレーツ編)  ISBN 978-4056007824、1994年12月
  - タイムトラベラー愛 (3 艶姿・ニンジャガール編) ISBN 978-4056010251、1995年8月

## 音楽作品

### シングル
- ナイショ DE アイ!アイ!/あなただけ幸せになって（1993年7月21日発売）
- “愛”のクリスマス・メモリー/KITTO（1993年11月21日発売）
- あの娘はハデ好き/素直になれず（1994年2月2日発売）
- まんがらりん/まんがらりん(愛・愛 MIX)（1994年5月1日発売）
- Dear 女子高生/愛の手料理（1994年10月21日発売）作詞・飯島愛、水野有平 作曲・水野有平

### アルバム
- なんてったって飯島愛（1993年12月1日発売）
- なんてったって飯島愛+5（2011年9月24日発売）
- Re:born -featuring Ai Iijima（2014年5月14日発売）

### ビデオクリップ
- いいじまあい　ベストヒット定食（1994年7月6日発売）

『まんがらりん』『ナイショ DE アイ!アイ!』『あの娘はハデ好き』の3曲のＰＶと、その制作風景が収録されている。

### 作詞提供
- Re:dear… AcQuA-E.P. シングル「Re:dear…/LEMURIA」収録（2006年12月6日発売）

## 出演作品
オリジナルビデオ（Vシネマ）とアダルトビデオはその多くがVHS版で発売され、既に絶版となっている。この項目では後にDVD化された作品を発売された年代順に記載しており、VHS版の発売された年代順とは異なっている。なお、現在においても未DVD化の作品があり、すべての出演作品を記述できているわけではない。

### オリジナルビデオ
- 校内写生 THE・DVD（2001年11月9日、J.V.D.）
- ファンキー・モンキー・ティーチャー3 康平の微笑（2004年11月17日、ポニーキャニオン）
- ファンキー・モンキー・ティーチャー4 高校教師（2004年11月17日、ポニーキャニオン）
- 飯島愛のギルガメッシュな関係（2008年5月23日、ジーダス）
- 冒険してもいい頃（2008年5月23日、ジーダス）
- AV女学院 1 天使のパンツは校則違反（2009年6月5日、ブロードウェイ）
- AV女学院 2 パンツの奥は大騒動!（2009年6月5日、ブロードウェイ）
- ゆけゆけAV新撰組（2012年12月26日、群雄社）

### アダルトビデオ
- いんらん大型新人 The OnanieＸテクニック 飯島愛（1992年1月1日、エイヴイ・ジャパン・Five Star）
- 奥までびしょ濡れ 女教師快楽遊戯 飯島愛（1992年1月1日、KUKI）
- 同級生は甘ずっぱく濡れて 飯島愛（1992年5月9日、VIP）
- 愛が忙しい（1992年6月12日、VIP）
- 東京ドロンパ娘 スペシャルバニーガール（1992年7月9日、クリスタル映像）
- 花嫁の下半身修業 飯島愛（1992年7月28日、VIP）
- 大制服バイブル 第2章 飯島愛（1992年10月17日、ステラ）
- TバックQUEEN（1992年10月28日、KUKI）
- 飯島愛のお天気お姉さん（1992年11月12日、クリスタル映像）
- 義姉の生下着 3 飯島愛（1992年12月23日、KUKI）
- 愛はTバックという名のもとに 飯島愛（2月26日、コンフィデンス）
- ドロンパ娘5バレンタイン大パニック 飯島愛（1993年2月11日、クリスタル映像）
- フラッシュパラダイス 飯島愛（1993年3月5日、アリスJAPAN）
- ドロンパ娘7 胸さわぎの腰つき（1993年4月22日、クリスタル映像）
- 女尻 飯島愛（1993年06月11日、アリスJAPAN）
- ドロンパ娘6素敵なピチピチパイ 飯島愛（1993年3月25日、クリスタル映像）

2000年
- カリスマVenus（1月28日、笠倉出版社）

2002年
- フラッシュパラダイス（11月8日、フィール）
- 女尻（11月8日、フィール）
- レイプ狂い（11月8日、フィール）

※「フラッシュパラダイス」「女尻」「レイプ狂い」の3点は、3枚組のDVD-BOX「飯島愛　コレクションBOX」として発売された。
2006年
- The Best of No.1 飯島愛 Deluxe（6月16日、FIVE STAR）

2007年
- Legend Special 飯島愛（1月26日、Graffiti）

2009年
- 飯島愛させて（1月19日、N・B・S）

2011年
- フォーエバー・アクトレス vol.07 飯島愛 永久保存版（6月30日、エイチ・アンド・ティー）

2012年
- 激射の女神 愛のベイサイドクラブ（6月22日、オフィスナイスタッチ）
- 大制服バイブル 第2章（6月22日、オフィスナイスタッチ）
- 美畜レイプ 2（6月22日、オフィスナイスタッチ）
- 美乳ナース 暴淫棒食（6月22日、オフィスナイスタッチ）

## 飯島愛（に相当する役）を演じた女優
テレビドラマ
- 星野真里（テレビドラマ版『プラトニック・セックス』で主演。役名は「須川加奈（遠藤愛）」）[20]

映画
- 加賀美早紀（映画版『プラトニック・セックス』で主演。役名は「門倉あおい（愛）」。1万2083人が参加したオーディションで選ばれた）[20]

配信オリジナルコンテンツ
- 真島なおみ（『ギルガメッシュFIGHT』に出演。役名は「西岡亜紀」）

## 受賞歴
- 2000年（第17回）新語・流行語大賞 トップテン入賞：「ワタシ（私）的には」[21]
- 2000年度（第38回）ゴールデン・アロー賞（平成12年度） 話題賞[22][23]
- 2009年（第9回）ビートたけしのエンターテインメント賞 特別賞[24]